# Румынская литература
Румынская литература (рум. Literatura română) зародилась в начале XVI века, вместе с появлением письменности на румынском языке. На различных этапах своего формирования она испытала церковнославянские, греческие, польские, русские, французские и советские влияния. В настоящее время представляет собой развитую национальную литературу, представляющую полный набор жанров.

## Фольклор
Наиболее ценным и древнейшим источником румынской литературы является народное творчество — былины, сказки, песни (doine, basme, cântece). Однако это народное творчество получило своё литературное оформление только в течение XIX века.
- до́йны
- «Миорица»
- «Мастер Маноле» («Монастырь А́рджеша»)
- волшебно-героические сказки (мо́лодец Фэт-Фрумос, красавица Иляна Косынзяна, змей Ла́ур Бала́ур)
- сатирические сказки и анекдоты (хитрецы-дураки Пэка́лэ и Тында́лэ)

## Истоки
Самый древний сохранившийся документ на старорумынском языке — письмо, датированное 1521 г. от Някшу из Кымпулу́нг к Хансу Бенкнеру в Брашо́в. Как и другие ранние румынские документы, письмо написано кириллицей со значительными фрагментами на церковнославянском языке.
Румынская культура испытала сильное влияние христианства — по преданию, в этих землях учил Андрей Первозванный. Но первые православные рукописи были завезены славянами. Поэтому самыми древними переводами на румынский язык были славянские православные тексты XV века. Имели широкое хождение Скейская Псалтирь, Воронецкая Псалтирь, Псалтирь Хурмуза́ки и Воронецкий Кодекс; они были переведены на юго-западе страны и скопированы в Молдове.
Первой печатной книгой была религиозная книга на церковнославянском языке: литургический сборник Макария 1508 г, а первой печатной книгой на румынском языке был несохранившийся Сибúўский Катехизис 1544 г. В XVII веке печатались и другие переводы с греческого и церковнославянского. Молдаванин Дософте́й (Досифе́й) является автором самых древних известных нам румынских стихов, они были опубликованы в Польше в 1673 г.
Во второй половине XVII века стали предприниматься первые попытки по изданию Библии на старорумынском языке. В 1582 г. Дьякон Шерба́н (сын дьякона Коре́си) и Марье́н Дьяк отпечатали Орэштийскую Палею, перевод первых книг Ветхого Завета. Его перевёл Епископ Михаи́л Торда́шь, сверяясь с венгерскими переводами Библии.
Всё же полная Библия на румынском языке была издана лишь к концу XVII века, когда монахи Снаговского монастыря около Бухареста перевели и отпечатали Бухарестскую Библию (1688 г.).

## Ренессансный гуманизм
Ренессансный гуманизм зародился в Молдове в XVII веке благодаря польскому влиянию. Самый значительный его представитель, Миро́н Кости́н, написал хронику Молдовы. Хронике Костина предшествовала хроника Григоре Уреке, ей воспоследовала хроника Иона Некулче. Другим гуманистом был Дими́трие Кантеми́р, который написал историю Молдовы, Валахии и Османской империи; писал он также и художественные сочинения: «Диван», «Иероглифическая история». Его сын, Антиох Кантемир, был последним русским поэтом-силлабиком и первым классицистом. Просветителем-домнитором (правителем, букв. — «владыка») был Константин Брынковяну; он был убит турками вместе со своими сыновьями.

## Падение Османской империи и фанариоты
В XVIII веке румынские земли были в подчинении у Османской империи, которая стала назначать домниторами не местных бояр, а греческих купцов — т. н. фанариотов.
Так греческая культура стала влиять на развитие румынской литературы. Например, одним из крупнейших румынских поэтов этого века был Але́ку Вэкэре́ску, который писал любовные песни в анакреонтическом стиле. Его отец, Енэки́цэ, также был поэтом, а кроме того написал первую грамматику румынского языка. А Янку Вэкэре́ску, сын Але́ку, был возможно самым значительным поэтом своего поколения. В анекдотах Антона Па́нна изобразилась целая «человеческая комедия»; в них чувствуется балканский дух, влияние балканского фольклора, проникшего в Румынию с османами.
Всё же, следующее поколение румынских писателей вдохновлялось европейским Просвещением. Представители этого поколения: Гео́рге Аса́ки, Ио́н Буда́й Деляну и Дини́ку Голе́ску.

## Национальное пробуждение
Национально-освободительные настроения Европы были усвоены и румынами; они желали собственного государства, в то время как были подчинены чужой империи. Многие румынские писатели этих лет примкнули к национальному движению и участвовали в революциях 1821 и 1848 гг. Предметом многих дискуссий стало происхождение румын, и в Трансильвании образовалось движение латинистов, которые исследовали романское происхождение родного языка и открывали школы с преподаванием на румынском.
Румыны, получившие образование во Франции, Италии, Германии, принесли с собой французскую культуру и немецкую философию, постепенно ослабляя греческие и восточные влияния в румынской литературе. Значительной фигурой был Ио́н Хелиа́де Рэдуле́ску, который основал первое периодическое издание на румынском языке, а также Филармоническое общество, которое впоследствии откроет Национальный Театр в Бухаресте.
Никола́е Бэлче́ску даёт первый образец исторической монографии, Але́ку Ру́ссо создаёт свою патриотическую поэму в прозе «Воспевание Румынии», а Дими́трие Болинтин Яну — свои исторические легенды. Он же вместе с Панта́ци Ги́ка, В. А. Уре́кя закладывают основы романа. Никола́е Филимо́н пишет первый реалистический роман, Б. П. Хашде́у утверждает романтическую драму в стихах, Алекса́ндру Одобе́ску — историческую новеллу и эссе.
Самыми значительнми писателями второй половины века были Васи́ле Александри и Михай Эминеску. Александри был писателем широкого охвата, он обогатил румынскую литературу поэзией, прозой, несколькими драмами и сборником народного творчества. Эминеску считается главным и наиболее влиятельным румынским поэтом. Его лирика укоренена в народной традиции, но испытала влияние немецкой философии и индийских традиций.
В 1863 Ти́ту Майоре́ску основал литературный кружок «Молодёжь», который сыграл важнейшую роль в румынской литературе. В него входило множество важных писателей, в том числе Ио́н Лу́ка Караджа́ле, автор классических комедий; в это время опубликовали свои прозаические сочинения Ио́н Крянгэ и Ба́рбу Делавра́нчя. В этот период сосуществовали различные течения, от романтизма до народ… и сеят…

## Межвоенный период
После национального объединения в 1918 в румынской литературе наступил настоящий золотой век, отмеченный развитием романа. Традиционное общество и последние политические события отразились в таких сочинениях Ливиу Ребряну, как «Восстание» (1932, о крестьянском восстании 1907 года) и «Лес повешенных» (1922, об участии Румынии в Первой мировой войне). Начала модернистского романа прослеживаются в прозе таких писателей, как Горте́нзия Папада́т Бендже́ску («Концерт из произведений Баха»), Камил Петреску («Последняя ночь любви, первая ночь войны»).
Классические историко-литературные труды
Чезар Петреску (1892—1961) — писатель-романист. В своих романах мрачно описывал социально-этическую проблематику. Шедевром его творчества является роман «Затмение» (1927, в русском переводе 1963 «Крушение») описывающий судьбу переживших Первую мировую войну людей. Кроме того Петреску автор исторической трилогии «1907» (1938—1943) и романа «Люди вчерашнего, сегодняшнего и завтрашнего дня» (1955) по его словам сокращенный вариант «румынской хроники XX века».
Джордже Кэлинеску являет собой (комплексную) личность: романист, драматург, поэт, историк и литературный критик, эссеист, журналист. Он создал монографии об Эминеску, Крянгэ, а также монументальную «Историю румынской литературы от истоков до сегодняшних дней» (1941, ок. 1000 стр. in quarto).
Никола́е Йо́рга — История румынской литературы, 1929
Джордже Кэлинеску — История румынской литературы от истоков до сегодняшних дней, 1941
Важнейшим писателем-реалистом был Михаил Садовяну, действие его романов чаще всего происходит в периоды молдавской истории. Важнейшими писателями были Ту́дор Арге́зи, Лучиа́н Бла́га и Ми́рча Елиа́де. Ту́дор Арге́зи через 50 лет после Емине́ску обновил румынскую поэзию, заложив основы модернизма. Лучиа́н Бла́га развил в своих сочинениях комплексную философскую систему, всё ещё недостаточно понятую. Ми́рча Елиа́де сегодня считается крупнейшим историком религий. Его романы отмечены мистическим символизмом дохристианской, языческой фактуры.
- Джео́рдже Бако́вия
- Ио́н Ба́рбу
- Васи́ле Войкуле́ску
- Камил Петреску

Уроженец Румынии, Тристан Тцара, французский поэт эссеист, является создателем дадаизма, революционного нигилистского движения в искусстве. Позже он отошёл от дадаизма в сторону сюрреализма и марксизма. Он обосновался в Цюрихе, где основал Кабаре Вольтер. Впервые за свою историю, румынская культура полностью сомкнулась с западноевропейской культурой, дадаизм — первое течение мирового значения, созданное румыном. Румынский авангардизм представлен такими именами, как Урму́з, Тристан Тцара, Х. Бо́нчу, Григо́ре Ку́глер, Барбу Фундояну (Бенжамен Фондан), Ауре́л Баранга, Дже́ллу Нау́м, Ила́рие Воро́нка, Ио́н Ви́ня.

## Коммунистический период
Марин Преда считается самым важным послевоенным романистом. Его роман «Морометы» описывает жизнь и трудности обычной крестьянской семьи из Румынского Поля в предвоенное время и в начале комм. периода в Румынии. Но его самая значительная книга — «Самый любимый среди землян», жестокое описание коммунистического общества.
Важнейшие поэты и писатели этого периода — Никита Стэнеску, Марин Сореску, Ана Бландиана, Иоан Александру, Никуцэ Тэнасе. Можно также назвать поэтессу Веронику Порумбаку. Среди детских писателей известен Октав Панку-Яш (1929—1975) — сказка «Невероятная история об отце, мальчике и … пальчике», юмористические рассказы и зарисовки для детей, романы «Великая битва у малого озера» (1953), «Книга с синими глазами». Идеологическими функционерами-публицистами являлись известные литераторы Эуджен Барбу, Корнелиу Вадим Тудор.

## Зарубежные писатели румынского происхождения
Многочисленны писатели румынского происхождения, как то Еудже́не Ионе́ску (Эжен Ионеско), один из самых значительных драматургов театра абсурда. В то же время пишет Эмиль Чоран, блестящий философ и писатель. В Буковине родились Пауль Целан и целая плеяда немецкоязычных поэтов.
- Антиох Кантемир (русский язык)
- Тристан Тцара (французский язык)
- Эжен Ионеско (французский язык)
- Бенжамен Фондан (французский язык)
- Эмиль Чоран (французский язык)
- Пауль Целан (немецкий язык)
- Мюллер, Герта (немецкий язык)
- Марта Бибеску (французский язык)
- Шандор Каняди